# Benquet
Benquet là một xã trong tỉnh Landes ở Aquitaine tây nam nước Pháp